# Talos IV – Tabu
Talos IV – Tabu (Originaltitel: The Menagerie) ist eine Doppelfolge der Science-Fiction-Fernsehserie Raumschiff Enterprise. Es handelt sich um die nach Ausstrahlungsreihenfolge 11. und 12. bzw. nach Produktionsreihenfolge 15. und 16. Episode der ersten Staffel. Die Folgen wurden in englischer Sprache erstmals am 17. und 24. November 1966 bei NBC ausgestrahlt. In Deutschland waren sie zum ersten Mal am 16. und 23. November 1987 in einer synchronisierten Fassung bei Sat.1 zu sehen, nachdem das ZDF sie bei der deutschen Erstausstrahlung der Serie in den Jahren 1972 bis 1974 übergangen hatte.
Bei dieser einzigen Doppelfolge der Serie handelt es sich um eine Wiederverwendung und zugleich um eine Fortsetzung des 1965 produzierten, aber damals nicht ausgestrahlten Pilotfilms Der Käfig.

## Handlung

### Teil 1
Im Jahr 2267 bei Sternzeit 3012,4 besucht die Enterprise Sternenbasis M11, da sie von dort eine Nachricht erreicht hat. Captain Kirk, sein erster Offizier Spock und Schiffsarzt McCoy beamen hinüber. Auf der Basis weiß jedoch niemand etwas von einer Nachricht. Kirk bekräftigt, dass Spock von hier eine Nachricht von Christopher Pike, dem früheren Captain der Enterprise, erhalten habe. Stationskommandant Mendez muss ihnen nun traurige Neuigkeiten überbringen: Pike hatte bereits vor Monaten einen schweren Unfall, bei dem er gefährlicher Deltastrahlung ausgesetzt wurde. Seitdem ist er entstellt und gelähmt. Er ist auf einen Rollstuhl angewiesen und kann nur noch über einfache, künstliche Piep-Geräusche kommunizieren. Es ist ausgeschlossen, dass er eine Nachricht abgeschickt haben soll. Nach einem Besuch bei Pike bleibt Spock, der bereits unter seinem Kommando gedient hatte, noch einen Augenblick allein bei ihm und erklärt ihm, er müsste tun, wofür er hergekommen sei, auch wenn ihm klar sei, dass es sich um Verrat und Meuterei handle.
Mendez findet es merkwürdig, dass Spock der einzige ist, der die geheimnisvolle Nachricht bestätigen kann, und konfrontiert Kirk mit weiteren Belegen, dass keine gesendet wurde. Als die Frage nach Spocks Loyalität aufkommt, macht Mendez Kirk mit einem geheimen Bericht über eine 13 Jahre zurückliegende Mission der Enterprise nach Talos IV vertraut, an der Pike und Spock teilgenommen hatten. Unterdessen erhält die Enterprise neue Befehle von der Sternenbasis, doch diese stammen von Spock, der von der Computerzentrale aus gefälschte Nachrichten verschickt. Damit erreicht er, dass Pike und McCoy auf die Enterprise gebeamt werden und er selbst das Kommando übernehmen kann. Die Enterprise nimmt nun Kurs auf ein unbekanntes Ziel, während Kirk auf der Sternenbasis zurückbleibt.
Spock befiehlt Funkstille und reagiert zunächst auch nicht auf ein Shuttle, mit dem Kirk und Mendez die Enterprise verfolgen. Als dem Shuttle aber der Treibstoff ausgeht, lässt Spock die Enterprise anhalten und die Passagiere an Bord holen. Zugleich bittet er McCoy, ihn festzunehmen, da er widerrechtlich das Kommando übernommen hat. Eine Rückkehr zur Sternenbasis ist aber nicht mehr möglich, da der in den Schiffscomputer eingespeiste Kurs nach Talos IV sich nicht mehr korrigieren lässt.
Kirk und Mendez verlangen jetzt Antworten und berufen eine Anhörung ein. Spock besteht jedoch darauf, dass direkt ein Militärgerichtsverfahren stattfindet. Als Richter sollen Mendez, Kirk und Pike fungieren. Mendez verlangt eine Erklärung für den Kurs auf Talos IV, da das Anfliegen dieses Planeten unter Androhung der Todesstrafe verboten ist. Spock präsentiert nun für seine Erklärung Videomaterial unbekannter Herkunft, das die Mission nach Talos IV vor 13 Jahren zeigt. Pike bestätigt die Echtheit, verneint aber, dass die Aufnahmen von der Enterprise angefertigt wurden.
Das Video zeigt die Enterprise, die einem Notruf der 18 Jahre zuvor verschwundenen SS Columbia nachgeht. Pike und ein Außenteam finden auf der Oberfläche von Talos IV tatsächlich Überlebende, darunter eine junge Frau namens Vina, deren Eltern bei dem Absturz ums Leben gekommen waren. Plötzlich verschwinden die Überlebenden und Pike wird von den eigentlichen Bewohnern des Planeten, den Talosianern, in eine Höhle entführt. Die restlichen Mitglieder des Außenteams versuchen vergeblich, den versperrten Höhleneingang durch Phaserfeuer zu öffnen.
Die Verhandlung wird durch einen Funkspruch von Lieutenant Uhura unterbrochen. Sie hat festgestellt, dass die Videoaufzeichnungen direkt von Talos IV übertragen werden. Das stellt eine direkte Verletzung von Sternenflotten-Vorschrift Direktive 7 dar. Spock scheint die Todesstrafe gewiss und Kirk als verantwortlicher Captain wird sein Kommando verlieren.

### Teil 2
Die Verhandlung wird fortgesetzt und obwohl jeder Kontakt mit Talos IV ausnahmslos verboten ist, wird die Videoübertragung fortgesetzt, denn die Talosianer haben nun die Kontrolle über den Bildschirm. Das Video zeigt jetzt, wie der gefangene Pike einen Kampf, den er auf dem Planeten Rigel VII geführt hat, gedanklich nacherlebt. Dann schaltet sich der Bildschirm aus, als Pike im Verhandlungsraum bewusstlos wird. Spock erklärt, die Absicht der Talosianer sei es, Pike nach Talos IV zurückzuholen. Für ein besseres Verständnis ihrer Motive müsse aber die vollständige Videoübertragung gesehen werden.
Die Fortsetzung der Übertragung zeigt Pike in Gesellschaft mit Vina. Die Talosianer hoffen, eine Paarung zwischen Pike und Vina herbeizuführen, um eine neue Bevölkerung heranzuzüchten, die ihren vom Krieg verwüsteten Planeten wieder aufbauen soll. Doch Pike ist nur daran interessiert, von Vina mehr über die Kräfte der Talosianer und ihre Fähigkeiten, Illusionen zu erzeugen, zu erfahren. Als ein Rettungstrupp von der Enterprise herunterbeamen will, sorgen die Talosianer dafür, dass nur die weiblichen Mitglieder, die erste Offizierin „Nummer Eins“ und Yeoman Colt, in Pikes Zelle gelangen. Sie wollen Pike damit eine größere Auswahl an möglichen Gefährtinnen bieten. Da sie Phaser bei sich tragen, versuchen sie ein Loch in die Zellenwand zu schießen, doch ihre Waffen scheinen nicht zu funktionieren. Als ein Talosianer die beiseite gelegten Phaser heimlich entwenden will, packt ihn Pike und droht, ihm in den Kopf zu schießen, da er glaubt, der Ausfall der Phaser sei auch nur eine Illusion gewesen. Er hat damit recht und nun können alle das Loch sehen, das sie in die Wand geschossen haben.
Erneut wird die Übertragung unterbrochen, und da von Seiten der Talosianer nun keine weitere Reaktion erfolgt, drängt Mendez auf einen Urteilsspruch. Alle drei Richter sprechen Spock der Meuterei schuldig. Es folgt eine Meldung von der Brücke, dass die Enterprise jetzt den Orbit von Talos IV erreicht hat. Indessen setzt die Videoübertragung wieder ein. Sie zeigt, wie „Nummer Eins“ ihren Phaser auf Überlastung stellt. Die Explosion würde sie alle töten, doch das würden sie einem Leben in Gefangenschaft vorziehen. Die Talosianer geben ihre Pläne jedoch auf und geben die Menschen frei. Vina entschließt sich jedoch, zu bleiben. Sie ist tatsächlich die einzige Überlebende der Columbia, wurde bei dem Absturz aber schwer entstellt und die Talosianer können ihr die Illusion eines normalen Lebens bieten.
Jetzt wird der Zweck der aktuellen Reise der Enterprise klar: Die Talosianer wollen Pike die gleiche Möglichkeit eröffnen, die Vina gewählt hat. Im Verhandlungsraum verschwindet plötzlich Mendez und die Talosianer erklären, dass er die Sternenbasis nie verlassen hat. Seine Anwesenheit auf dem Shuttle und der Enterprise war nur eine Illusion und die Gerichtsverhandlung lediglich eine Ablenkung, damit die Mannschaft nicht zu früh die Kontrolle über das Schiff zurückerlangen würde. Kirk will nun von Spock wissen, warum er ihn nicht in seine Pläne eingeweiht hat. Spock erwidert, dass er niemanden außer sich selbst der Gefahr eines Todesurteils hatte aussetzen wollen. Auf der Brücke erhält Uhura unterdessen eine Nachricht von dem echten Commodore Mendez. Er hat auf Sternenbasis M11 ebenfalls die Videoübertragungen der Talosianer empfangen und entschieden, Direktive 7 für diesen speziellen Fall außer Kraft zu setzen und Kirk nach eigenem Ermessen handeln zu lassen.
Kirk fragt Pike, ob er auf Talos IV leben möchte, was dieser bejaht. Er gewährt ihm diesen Wunsch und lässt ihn auf den Planeten beamen. Eine letzte Videoübertragung zeigt den jetzt wieder gesunden Pike Hand in Hand mit Vina.

## Verbindungen zu anderen Star-Trek-Produktionen
Einige Elemente aus dieser Folge wurden in späteren Star-Trek-Produktionen wieder aufgegriffen:
- Die fiktive Deltastrahlung kommt in zahlreichen Folgen vor.
- In der Doppelfolge 4.18–19 (Die dunkle Seite des Spiegels) der Serie  Star Trek: Enterprise von 2005 hat Charles „Trip“ Tucker die gleichen Verletzungen wie Pike, allerdings in einer weniger schlimmen Ausprägung.
- Die Folge 2.12 (Tal der Schatten) der Serie Star Trek: Discovery von 2019, die im Jahr 2257 spielt, bekommt Christopher Pike durch einen Zeitkristall eine Vorahnung seines zukünftigen Unfalls.
- In der animierten Serie Star Trek: Lower Decks kommen in Folge 1.07 (Viel Lärm um Boimler) von 2020 und in Folge 2.05 (Die Doopler-Verwirrung) von 2021 Hintergrundfiguren vor, die in den gleichen Rollstuhlmodellen sitzen wie Pike in Talos IV – Tabu.
- In der 2022 gestarteten Serie Star Trek: Strange New Worlds wird mehrfach auf Pikes Vorwissen bezüglich seines Unfalls Bezug genommen.

## Produktion

### Drehbuch
Gene Roddenberry hatte ursprünglich vor, aus dem abgelehnten Pilotfilm Der Käfig durch Ergänzung mit neu gedrehten Szenen einen Kinofilm zu machen. Robert Justman konnte ihn von einer Verwertung innerhalb der Serie Raumschiff Enterprise überzeugen, da es in der Mitte der ersten Staffel an neuen Drehbüchern mangelte und somit ein Produktionsstopp drohte. Roddenberry ließ von John D. F. Black eine neue Rahmenhandlung schreiben, war mit dem Ergebnis aber unzufrieden und schrieb die Geschichte komplett um. Letztendlich wurde er als alleiniger Drehbuchautor in den Credits genannt.

### Regie
Robert Butler, der bei Der Käfig Regie geführt hatte, sollte nach Roddenberrys Wunsch auch die neue Rahmenhandlung drehen, lehnte aber ab, da er die Serie nicht mochte. So wurde Marc Daniels für die Rahmenhandlung verpflichtet und in den Credits als Regisseur des ersten Teils geführt, während Butler als Regisseur des zweiten Teils genannt wurde.

### Darsteller
Malachi Throne, Darsteller von Commodore Mendez, hatte bereits in Der Käfig dem von Meg Wyllie gespielten talosianischen Magistrat seine Stimme geliehen. In der Doppelfolge 5.07/08 (Wiedervereinigung?) von Raumschiff Enterprise – Das nächste Jahrhundert aus dem Jahr 1991 spielte er den romulanischen Senator Pardek.

### Kulissen
Für die Außenansicht der Sternenbasis wurde ein Matte Painting benutzt, für die Ansicht aus Mendez’ Bürofenster Scherenschnitte von Gebäuden. Für die Computerzentrale wurde das Set des Maschinenraums der Enterprise umdekoriert.

## Adaptionen
James Blish schrieb eine Textfassung von Talos IV – Tabu, die auf Englisch erstmals 1971 in der Geschichtensammlung Star Trek 4 erschien. Die deutsche Übersetzung erschien 1972.

## Rezeption
Die Doppelfolge wurde 1967 mit einem Hugo Award in der Kategorie Best Dramatic Presentation ausgezeichnet.
Eoin O’Carroll führte Talos IV – Tabu 2012 im Christian Science Monitor in einer Aufstellung der 10 besten Folgen von Raumschiff Enterprise auf Platz 7.
Sven Harvey zählte Talos IV – Tabu 2015 auf der Website Den of Geek als eine der 25 besten Folgen der beiden Serien Raumschiff Enterprise und Die Enterprise.
Aaron Couch und Graeme McMillan erstellten 2016 anlässlich des 50-jährigen Jubiläums von Star Trek in Zusammenarbeit mit verschiedenen Beteiligten aus dem Franchise für den Hollywood Reporter eine Liste der 100 besten bis dahin ausgestrahlten Folgen. Talos IV – Tabu wurde hierbei auf Platz 32 gewählt.
Silas Lesnick listete Talos IV – Tabu 2018 in einer Aufstellung der 20 besten Folgen von Raumschiff Enterprise auf Platz 20.
Juliette Harrisson empfahl Talos IV – Tabu 2018 auf der Website Den of Geek als eine der Folgen, die man gesehen haben sollte, wenn man die Grundlagen von Star Trek verstehen möchte.
Paul Rowe listete Talos IV – Tabu 2020 auf popmasters.com in einer Aufstellung der 20 besten Folgen von Raumschiff Enterprise auf Platz 16.
Christian Blauvelt listete Talos IV – Tabu 2022 auf hollywood.com in einem Ranking aller 79 Raumschiff-Enterprise-Folgen auf Platz 21.

## Parodien und Anspielungen
In der Zeichentrickserie Futurama gibt es in Folge 2.10 (Wie der Vater so der Klon) von 2000 und in Folge 4.12 (Der letzte Trekki) von 2002 Anspielungen auf Pikes Rollstuhl.
In der Zeichentrickserie South Park gibt es zahlreiche Anspielungen auf Talos IV – Tabu. In Folge 4.11 (4. Klasse!) von 2000 gibt es einen Streit darüber, ob Talos IV – Tabu als eine oder als zwei Folgen gezählt werden soll. In Folge 8.10 (Vorschule) von 2004 gibt es eine Anspielung auf Pikes Rollstuhl. In Folge 22.09 (Unerfüllt) von 2018 tritt Jeff Bezos als Talosianer auf.
In Folge 3.09 (Einer muss verlieren) der Science-Fiction-Serie Farscape von 2001 versteht Protagonist John Crichton die Piep-Signale eines Droiden nicht und schlägt das Star-Trek-System vor: einmal piepen für ja, zweimal piepen für nein, so wie auch Pike in seinem Rollstuhl kommuniziert.
In der Folge In Harm's Way der Fanserie Star Trek: New Voyages von 2004 werden Captain Pike und seine Mannschaft sowie sein Unfall wieder aufgegriffen.
In Folge 2.05 (Benito's Revenge) der animierten Serie Tripping the Rift von 2004 fährt jemand in Pikes Rollstuhl herum.
In Folge 1.08 (Geister) der Krimiserie Castle von 2009 tritt ein gelähmter und im Gesicht entstellter Schiffskapitän namens Sam Pike auf. Der Name ist eine Anspielung auf Christopher Pike aus Talos IV – Tabu
In Folge 4.13 (Brain vs. Brawn: The Ultimate Showdown) der Zeichentrickserie Total Drama Island von 2012 kommt ein mechanischer Anzug vor, der Pikes Rollstuhl ähnelt.